# 76 mm Type 3
Il 8 cm/40 Type 3 era un cannone navale antiaereo in calibro 76,2 mm e canna lunga 40 calibri, impiegato dalla Marina imperiale giapponese durante la seconda guerra mondiale. Il nome era dovuto all'anno di adozione da parte della Marina imperiale, il terzo di regno dell'imperatore del Giappone Taishō, cioè il 1914.

## Storia
Il pezzo fu accettato dalla marina nel 1914 come "3 in/40 Type 3" e entrò in servizio nel 1916; con la standardizzazione sul sistema metrico, il 5 ottobre 1917 esso ricevette la nuova denominazione "8 cm/40 Type 3", con il calibro arrotondato al centimetro. Nel 1922, undicesimo anno di regno di Taishō, fu accettata la versione migliorata "8 cm/40 Type 11", entrata in servizio nel 1926. Durante la seconda guerra mondiale entrambi i modelli operarono sia imbarcati su diverse classi di incrociatori e cacciatorpediniere che nelle difese terrestri.
Nel 1928 la marina accettò il "8 cm/40 Type 88", versione ottimizzata per l'installazione sulla coperta dei sommergibili. Il nome era dovuto all'anno di adozione da parte della marina, anno imperiale 2588, corrispondente al 1928 del calendario gregoriano.

## Tecnica

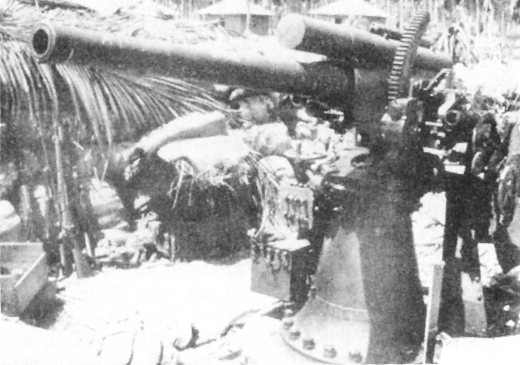
Un Type 3 terrestre catturato a Guadalcanal

La bocca da fuoco del Type 3 pesava da sola 600 kg ed era lunga 3,2 metri. Le canne Type I e II avevano una rigatura destrorsa costante a 16 principi, mentre sulle canne Type III, IV e VII la rigatura era a 24 principi. La vita utile della canna era di 1.200-2.000 colpi. La bocca da fuoco, dotata di un voluminoso sistema di rinculo sovrastante la canna ed otturatore a cuneo orizzontale, era incavalcata su affusto a piedistallo singolo, pesante 3,35 t, con brandeggio ed elevazione manuale. La gittata massima con alzo 45° era di 10,8 km; il tiro utile antiaereo alla massima volata era di 7,5 km.
Il pezzo utilizzava munizioni fisse a cartoccio proietto; la munizione completa era lunga 282 mm e pesava 9,25 kg, dei quali 5,99 kg costituiti dalla granata HE (con 0,48 kg di esplosivo) e 0,9 kg dalla carica di lancio di C-3. Era disponibile anche una particolare munizione antisommergibile, lunga 285 mm, con velocità alla volata di 250 m/s ed una gittata di 3.200 m. Poteva penetrare per 8 m nell'acqua, quota periscopio dei sommergibili del tempo, e forare 25 mm di lamiera d'acciaio.